# Heterostemma magnificum
Heterostemma magnificum är en oleanderväxtart som beskrevs av P.I. Forster. Heterostemma magnificum ingår i släktet Heterostemma och familjen oleanderväxter. Inga underarter finns listade i Catalogue of Life.